# Lill-Ekåtjärnen
Lill-Ekåtjärnen är en sjö i Skellefteå kommun i Västerbotten och ingår i Sävaråns huvudavrinningsområde.